# مسجد كامبونج لوبوك بولاو
مسجد كامبونج لوبوك بولاو أحد مساجد بروناي.

## الموقع
يقع مسجد كامبونج لوبوك بولاو في منطقة كامبونج لوبوك بولاو، والتي تبعد حوالي سبعة كيلومترات من بيكان توتونج في بروناي.

## البناء
تم بناء مسجد كامبونج لوبوك بولاو في الثامن عشر من شهر مارس من عام 1994، على موقع أرض مساحتها 3 فدان، وتم الانتهاء من البناء في الخامس عشر من شهر آب أغسطس من عام 1995، وبلغ مجموع النفقات 2,818,213.26 دولار، وقد استخدم المسجد لأول مرة في أغسطس من عام 1995 .

## استيعاب المسجد
تبلغ قدرتة مسجد كامبونج لوبوك بولاو الاستيعابية لما مجموعه 800 مصلي في وقت واحد، ومن بين التسهيلات المتاحة في المسجد وجود مكتبة تحوي على العديد من الكتب، بالإضافة لوجود وغرفة وظيفة.